# Port lotniczy Malakka
Port lotniczy Malakka (IATA: MKZ, ICAO: WMKM) – port lotniczy położony w Malakka, w stanie Malakka, w Malezji.